# Echinolatus bullatus
Echinolatus bullatus is een krabbensoort uit de familie van de Portunidae. De wetenschappelijke naam van de soort is voor het eerst geldig gepubliceerd in 1924 door Balss.